# Czarnocińskie Piece
Czarnocińskie Piece – wieś w Polsce położona w województwie pomorskim, w powiecie starogardzkim, w gminie Skarszewy.
W latach 1975–1998 miejscowość położona była w województwie gdańskim.
Na rzece Wierzycy wybudowana w 1907 elektrownia wodna.